# سیارک ۹۳۸۷
سیارک ۹۳۸۷ (به انگلیسی: 9387 Tweedledee، نامگذاری:1994CA) نه هزار و سیصد و هشتاد و هفتمین سیارک کشف شده‌است که در ۲ فوریه ۱۹۹۴ کشف شد.
قدر مطلق سیارک برابر ۱۴٫۰۰ است.